# Modeste Bahati Lukwebo
Modeste Bahati Lukwebo, né le 13 janvier 1956 à Katana au Sud-Kivu, est un économiste et homme politique de la république démocratique du Congo. Il est ministre de l'Emploi, Travail et Prévoyance sociale dans le premier gouvernement Matata, puis ministre de l'Économie nationale du 7 décembre 2014 au 19 mai 2017 et ministre d'État chargé du Plan du Gouvernement Tshibala du 20 mai 2017 au 6 septembre 2019. Il est président du Sénat du 2 mars 2021 jusqu'à 2024 avant d'en devenir le deuxième vice-président. Fondateur et Président de l'Alliance des forces démocratiques du Congo, il a occupé plusieurs mandats électifs au sein de l'Assemblée nationale ou du Sénat.

## Biographie

### Carrière
Bahati Lukwebo est détenteur d'un diplôme de graduat en sciences commerciales et financières de l'ex Institut Supérieur de Commerce de Kinshasa (devenu Haute École de Commerce de Kinshasa), d'une licence en finances publiques de l'ancien Finafrica (Center for Financial Assistance to African Countries) à Milan, et d'un doctorat en économie appliquée (option : comptabilité) de la Bircham International University (en).
Bahati Lukwebo est premier vice-président de la Commission Finances, Banques et Monnaie de la Conférence nationale souveraine (1991), après quoi il devient en 1992, administrateur directeur commercial à la Banque de Crédit agricole, conseiller de la république, député durant le parlement de transition et président de la Commission économique et financière du Haut Conseil de la République. En 1995 il est élu consultant agréé à la Banque africaine de développement.
Durant le débat national en 1999 il est trésorier général.
Il est président de la Composante Société Civile/Forces Vives, porte-parole adjoint au Dialogue intercongolais à Sun City et Pretoria en Afrique du Sud ;(2001-2003), président national de la Société civile du Congo « SOCICO » (1992-2010) ; point focal de la Société civile africaine près l’Union africaine pour l’Afrique centrale (2001-2010); coordonnateur adjoint du PAWA (Peace Accords Watch in Africa) en 2005; administrateur délégué général de la SONAS « Société nationale d’assurances » (2005) ; ministre du Budget (1994) ; ministre de la Fonction publique (1995) et questeur de l’Assemblée nationale (2006-2009). Il est nommé ministre de l'Emploi, Travail et Prévoyance sociale le 6 mars 2012 dans le gouvernement Matata I.
Professeur d’université, élu de Kabare, dans le Sud-Kivu, en 2006 et 2011, Président du Groupe parlementaire des Députés Indépendants (GPI). Député national à l’Assemblée nationale de la RDC ; Professeur de comptabilité des entreprises à succursales multiples à l’ISC/ Kinshasa ; Point focal du NEPAD/ Afrique centrale et président de la Commission de la Bonne Gouvernance du NEPAD en RDC ; Consultant agréé de la Banque africaine de développement (BAD) Abidjan- Côte d’Ivoire ; Président de l’Organisation pour la Paix, la Démocratie et la Sécurité dans les pays des Grands Lacs ONG « OPDGL » ; président-directeur général des Entreprises du groupe Taverne ; Fondateur et autorité morale de l'Alliance des forces démocratiques du Congo (AFDC).
Modeste Bahati Lukwebo est le président et fondateur de l'Alliance des forces démocratiques du Congo (AFDC ou AFDC-A). Ce parti fait initialement partie du Front commun pour le Congo (FCC), une coalition politique formée en 2018 et dirigée par le président Joseph Kabila.
En juillet 2019, Bahati est candidat à la présidence du Sénat mais le FCC choisit de soutenir la candidature d'Alexis Thambwe Mwamba qui est élu (avec 65 voix, contre 43 pour Bahati). Bahati prend alors ses distances avec le FCC.
En janvier 2021, le président Félix Tshisekedi le nomme « informateur », il est à ce titre chargé d'identifier une majorité à l'Assemblée nationale.
Le 2 mars 2021, il est élu à la présidence du Sénat.
En janvier 2024, après publication des résultats provisoires des élections législatives du 20 décembre 2023, il est proclamé élu député national dans la ville Bukavu.
En août 2024, il est élu 2ème vice-président du Sénat.

## Publications
- « Le Zaïre peut-il sortir de sa crise économique ? » in Revue zaïroise de développement (revue scientifique de l’ISC/Kinshasa), 1990
- « Coût économique et social de l’ajustement politique au Zaïre de 1990 à 1993 » in Revue zaïroise de développement, ISC/Kinshasa/1994
- Les Différentes Phases d’exécution du Budget de l’État au Zaïre, Presse universitaire du Zaïre, 1994.
- Les Banques africaines face aux défis de la mondialisation de l’économie, Harmattan, Paris, 2012